# Araneus arganicola
Araneus arganicola är en spindelart som beskrevs av Simon 1909. Araneus arganicola ingår i släktet Araneus och familjen hjulspindlar.
Artens utbredningsområde är Marocko. Inga underarter finns listade i Catalogue of Life.